# ون دايركشن: هؤلاء نحن
ون دايركشن: هؤلاء نحن (بالإنجليزية: One Direction: This Is Us)‏ أو كما يشار له بـ 1D3D هو فيلم وثائقي بريطاني أمريكي تم إصداره سنة 2013. الفيلم يتمحور حول حفل موسيقي لفرقة ون دايركشن الشهيرة. الفيلم من إخراج مورغان سبورلوك وتم عرضه أولاً في المملكة المتحدة في 29 أغسطس 2013، بعد ذلك بيوم تم عرضه في الولايات المتحدة.

## طاقم التمثيل
- نايل هوران
- زين مالك
- ليام باين
- هاري ستايلز
- لوي توملينسون

## القصة
يتحدث فيلم ون دايركشن عن قصة حياة هؤلاء الشبان الخمسة منذ أن كانوا في اكس فاكتور وانضمامهم لبعض ونجحاتهم وبعض حياتهم الشخصية.

## الميزانية والإيرادات
بلغت تكلفة إنتاج الفيلم حوالي 10 ملايين دولار بينما حقق أرباحاً تقدر بـ 67,328,742 دولار وحقق نجاحاً باهراً

## وصلات خارجية
- ون دايركشن: هؤلاء نحن على موقع IMDb (الإنجليزية)
- ون دايركشن: هؤلاء نحن على موقع ميتاكريتيك (الإنجليزية)
- ون دايركشن: هؤلاء نحن على موقع روتن توميتوز (الإنجليزية)
- ون دايركشن: هؤلاء نحن على موقع نتفليكس (الإنجليزية)
- ون دايركشن: هؤلاء نحن على موقع قاعدة بيانات الأفلام العربية
- ون دايركشن: هؤلاء نحن على موقع ألو سيني (الفرنسية)
- ون دايركشن: هؤلاء نحن على موقع Turner Classic Movies (الإنجليزية)
- ون دايركشن: هؤلاء نحن على موقع أول موفي (الإنجليزية)
- ون دايركشن: هؤلاء نحن على موقع بوكس أوفيس موجو (الإنجليزية)
- ون دايركشن: هؤلاء نحن على موقع فيلمافينيتي (الإسبانية)

1. ↑  "معلومات عن ون دايركشن: هؤلاء نحن على موقع isan.org". isan.org. مؤرشف من الأصل في 2019-06-23.
2. ↑  "معلومات عن ون دايركشن: هؤلاء نحن على موقع elonet.fi". elonet.fi. مؤرشف من الأصل في 2019-12-16.
3. ↑  "معلومات عن ون دايركشن: هؤلاء نحن على موقع zweitausendeins.de". zweitausendeins.de. مؤرشف من الأصل في 2019-12-16.